# Protosticta coomansi
Protosticta coomansi – gatunek ważki z rodziny Platystictidae.